# Новосильское (Липецкая область)
Новоси́льское — село Тербунского района Липецкой области. Центр Новосильского сельского поселения. Расположено на берегах реки Кобыльей Сновы.
Возникло не позднее начала XVIII века. Упоминается в документах 1778 года.
Название связывается с селом Новосильским (ныне в Семилукском районе Воронежской области) и с городом Новосилем (ныне Орловской области).
В 1815 году в селе была построена церковь святого Михаила. В советский период церковь была закрыта и разрушена. Несколько лет назад на средства селян началось строительство часовни.

## Население
| 2009 | 2010 |
| ---- | ---- |
| 560  | ↘510 |